# Искра (област Пловдив)
Вижте пояснителната страница за други значения на Искра.
Искра е село в Южна България, област Пловдив, община Първомай.
Наименувано е по псевдонима Искра на еврейката партизанка Клара Ешкенази, загинала в Новаковския балкан.

## История
Намиращите се в землището му 10 могили говорят за съществуването в този район на едно или няколко тракийски селища, но следи от тях са останали само в Дъбовата страна и на Каменивия хисар (Малкия хисар, Таушаница), където според Павел Делирадев и Иван Великов са се намирали съответно тракийска крепост и тракийско селище. В източното подножие на Големия хисар (на около два километра северозападно от селото) има следи от късно-римско селище, а на самия връх – Големия хисар – се намират останки от градище, което според д-р Иван Великов датира от XI – XII век, т.е. от Втората българска държава. Около Искра се намират много римски, венециански, дубровнишки и български монети, като последните са най-вече от времето на Иван-Александър и Иван Шишман. Предполага се, че селото е седалище на християнска епископия от Първото българско царство – епископия Буково от IX – X в.
Според местни предания в околността на селото през Средновековието е имало голям град на име Орловград, който в хода на османското завоевание бил унищожен от османските турци (по устен разказ на Мария Христозова от село Искра. Всичко това говори за наличие на интензивен живот в землището на с. Искра още от тракийско, римско, византийско време и до падането на българската държава под османска власт.
Най-ранните сведения за Искра, като село Каргалар от нахия Филибе (Пловдив), се съдържат в подробния регистър на акънджиите от 1472 г.(НБКМ-Сф, ОО – ОАК 94/73, л.61а), като под описа му, всички посочени имена на неговите жители към онова време са до едно и само мюсюлмански.
Сведения за селото, като село Караджилар от нахия Конуш, спадаща към Филибе, се съдържат в подробния тимарски регистър на санджака Паша от 1570 г..
Според дефтера от 1570 г. към годината на съставянето му Караджилар (Искра) е напълно мюсюлманско село, вероятно с малка джамия в него (подразбираща се от наличието на имам в описа на селото на име Рамазан Факъх), с 40 къщи, всичките мюсюлмански, включително къща на ислямизирания българин Ферхад, син на Абдуллах, също жител на селото.
В края на 1670 или началото на 1671 година известният турски пътешественик Евлия Челеби на път от Асеновград за Одрин минава през село Папаз (Попово). Това е първото споменаване на днешното село Искра в документи.
Други сведения за селото има само в преданията. Според тях най-старото разположение на селото е в местността Попово – южно на 5 километра, където е било чисто българско. Там са разкривани останки от зидове, кладенци, а по-нагоре и гробища. Оттам произхожда голяма находка от ~800 сребърни монети на Римската република, открита през 1929 г. То се е наричало Попово и вероятно за него говори Евлия Челеби. Югозападно от Искра има следи и от друго село: основи на селски църкви, кръстове, кандила, както и останки от 2 по-големи постройки – може би на крепости.
Поради засилените безчинства на османците част от жителите на последните 2 села се вдигат и заселват на днешното място. Останалите отиват по-далече и основават днешното село Поповица в Садовска община. На новото място селото получава името Кърджиларе, писано официално Караджилар. Тази дума на турски означава „сърни“. Вероятно това име е дошло от многото сърни сред тогавашните гори. Името кърджилар идва от турското КЪР(кър – Уикиречник (кър – Уикиречник (wiktionary.org)), което означава поле, а кърджилар е полски пазач.
Към 1855 година селото има около 130 къщи. Като най-стари родове се сочат Караиванови, Боневи, Джангозовци, Боризанови, Чалъковци, Гайдаджиевци, Катранджиеви, Бичовци, Акабалиевци, Налбантовци, Маргаритови, Кадиеви, Сиракови, Чурчулиеви и др. При преброяването през 1885 година селото има 484 къщи с 2417 жители. До 1896 година броят на жителите му расте непрекъснато и достига през 1934 година 4000 души. През 1906 година Караджилар приема старото си име Попово, което носи до 1950 година, когато е преименувано на Искра – в чест на загиналата партизанка Клара Аврам Ешкенази (Искра).

## Религии
В селото има една черква и няколко параклиса:
- Черква „Успение Богородично“
- Параклис „Свети Димитър Солунски“
- Параклис „Свети пророк Илия“
- Параклис „Света Неделя“
- Параклис „Свети Три Светители“, посветен на Йоан Златоуст, Григорий Богослов и Василий Велики
- Параклис „Свети Козма и Дамян“
- Параклис „Свети Петър и Павел“

Селото е част от Пловдивска епархия на Българската православна църква-Българска патриаршия.

## Редовни събития
От 2005 г. е възобновена традицията на ежегоден събор, който се провежда обикновено в началото на есента (края на месец август).

## Личности
- Вълчо Илиев Кобуров – първият народен представител в Областното събрание на Източна Румелия[7]
- Делчо Атанасов Мерджанов (1874 – 1948) – учител, кооперативен и пчеларски деятел, основал първото пчеларско дружество в Южна България (1901)[8]
- Димитър Начев, български революционер от ВМОРО, четник на Христо Цветков[9]
- Иван Делчев Мерджанов (1902 – 1983) – потомствен пчелар, учител, първи директор на гимназията в Искра (1955 – 1956), преди това директор на прогимназията (1942 – 1955)[10]
- Чудомир Иванов Мерджанов (п. 2017)[11] – професор, доктор, кандидат на медицинските науки; заместник-министър на здравеопазването през 1980-те години
- Недялко Иванов Мерджанов – професор, преподавател в СУ, автор на учебници, съучредител на Клуба за подкрепа на гласността и преустройството в България[12][13], потомствен пчелар
- Клара Ешкенази (1922 – 1944), българска партизанка
- ас. д-р Петя Калоферова, историчка
- Христос Тенев Митев – редник в 17-и пехотен полк, 4-та рота, награден със Знак на военния орден „За храброст“, ІV ст. (зап. № 529/1918 г. по 17-и пехотен полк) за бойни отличия и заслуги през войната.[14]
- Тодор Георгев – редник в 55-и пехотен полк, награден с орден „За храброст“, IV ст. (зап. № 50/1916 г. по 8-а пехотна дивизия) за отличия през войната със сърбите през 1915 г.[14]
- Костадин Иванов Динков – редник в 58-и пехотен полк, 7-а рота, награден със Знак на военния орден „За храброст“, IV ст. (зап. № 180/1917 г. по 58-и пехотен полк) за отличия в боевете през 1916 – 1917 г.[14]
- Петко Чурчулиев – художник, на когото е наименувана художествената галерия в Димитровград
- Димитър Иванов Тодоров (1919 – 2002) – дългогодишен бригадир в лозарската бригада
- Атанас Янков Тенев (р. 1939 г.), псевдоним Атанас Лазовски – писател, публицист, литературен критик и историк
- В. Петев – делегат на Седмия македоно-одрински конгрес в София от 30 юли до 5 август 1900 година